# Sealeo
Sealeo (トドグラー,  Todoggler na japanskom, Seejong na njemačkom i Phogleur na francuskom) je jedan od 493 fiktivna čudovišta iz Pokémon franšize. 
njegovo ime je kombinacije riječi sea (more) ili seal (tuljan), i leo, što na latinskom znači lav. Kombinacija riječi daje riječ sea lion, što znači morski lav, upravo životinja na koju Sealeo sliči.